# Lucy Hart
Todd Campbell, född 9 maj 1979, är en amerikansk porrskådespelare och regissör, mest känd under artistnamnet Lance Hart. Under 2021 påbörjade Campbell en transitionering till kvinna och bytte samtidigt artistnamn till Lucy Hart.
Hen inledde sin karriär i den pornografiska filmbranschen 2009 och har sedan dess varit aktiv inom både gay- och hetero-pornografi, ofta med koppling till olika fetischer.

## Biografi

### Bakgrund och tidig porrkarriär
Hart debuterade i porrfilmsbranschen 2008, efter tidigare ha gått genom en mängd kortare anställningar inom olika branscher. Det inkluderar som jonglör vid ett köpcenter (första arbetet, som femtonåring), gatukonstnär i New Orleans, textbehandlare på ett kontor, skoförsäljare, bud, säljare inom försäkringsbranschen och butiksanställd inom snabbmatsbranschen.
Efter ett tillfälligt arbete som hårmodell försökte Hart få andra typer av modelluppdrag, vilket slutade med ett 12-månaderskontrakt för gayporrbolaget Seancody.com. Vid denna tid bodde hen omväxlande i Washington, D.C. och i Florida, och hen identifierade sig då mer som hetero- än bisexuell; senare har hen förklarat sig vara bisexuell. Under kontraktet med Seancody medverkade Hart i tio filminspelningar, producerade i San Diego och utgivna mellan 2009 och 2011.

### Nischer och fetischer
Därefter producerade Hart ett tag egna amatörporrfilmer med olika kvinnliga modeller och inom skilda fetischrelatede nischer. Samma år, 2011, lämnade hen sina tillfälliga jobb och bestämde sig för att bli porrfilmsskådespelare på heltid. Detta inleddes med uppdrag för Kink.com, branschens mest kända produktionsbolag inom BDSM-relaterad pornografi. Fram till och med 2020 har Hart deltagit i sammanlagt 66 produktioner för bolaget. 2013 deltog hen i sina första filmer för Femdomempire.com, och denna nisch baserad på dominatrix-drivna scener och manlig underordning har ofta återkommit hos filmuppdragen under den fortsatta karriären.
Parallellt har Hart hållit igång en egen produktionsverksamhet, bland annat via det egna bolaget Pervout (startat 2014). Bolaget fungerar även som plattform för fristående entreprenörer inom fetischpornografi som vill kunna tillverka och sprida eget material. Hart har dessutom, från och med 2013 respektive 2016, sålt egna produktioner via distributionskanalerna Clips4sale och Manyvids.
Successivt har Hart utökat rollfördelningen till att även inkludera trans- och heterosexuella scener, för bolag som Evil Angel, Evolvedfights.com och Men.com. Hela tiden har dock fokuset legat på olika typer av fetischer eller nischer. Mot slutet av 2010-talet ökade uppmärksamheten för Harts filmer, vilket ledde till ett antal nomineringar och – från och med 2018 – en rad prisvinster.

### Drama, pandemi och transitionering
2018/2019 medverkade Hart i inspelningen av svenska Ninja Thybergs Pleasure, i rollen som "Caesar". Filmen, som vill presentera den nordamerikanska porrfilmsbranschen på ett realistiskt vis men i form av en dramafilm, inkluderar en mängd verksamma porrskådespelare. "Caesar" är en komplicerad person som via brist på respekt förändrar historien, ganska olikt Harts egen personlighet och normala spelstil i pornografiska produktioner men helt enligt regissören Thybergs egna planer för rollbesättningen. Hon valde att besätta flera hotfulla rollgestaltningar med skådespelare som är kända för en mildare framtoning.
Under covid-19-pandemin 2020 och 2021 gick porrfilmsbranschen till stora delar på sparlåga. Hart fick dock under tiden trots detta större inkomster, via det egenproducerade material som spritts via Internet. Detta berodde till stor del på den allmänna ökningen av trafiken till pornografiskt material under en tid med nedstängningar i samhället och påbud om fysisk distansering.
2021 påbörjade Hart en transitionering från man till kvinna. Samtidigt byttes artistnamnet från Lance Hart till Lucy Hart. Fram till början av 2022 har hen via sitt Twitter-konto offentliggjort bilder omkring borttagning av skäggväxt och tillfogande av bröstimplantat. Hart har även planer på att producera HBTQ-relaterad independentfilm utan pornografiskt innehåll.

### Utmärkelser

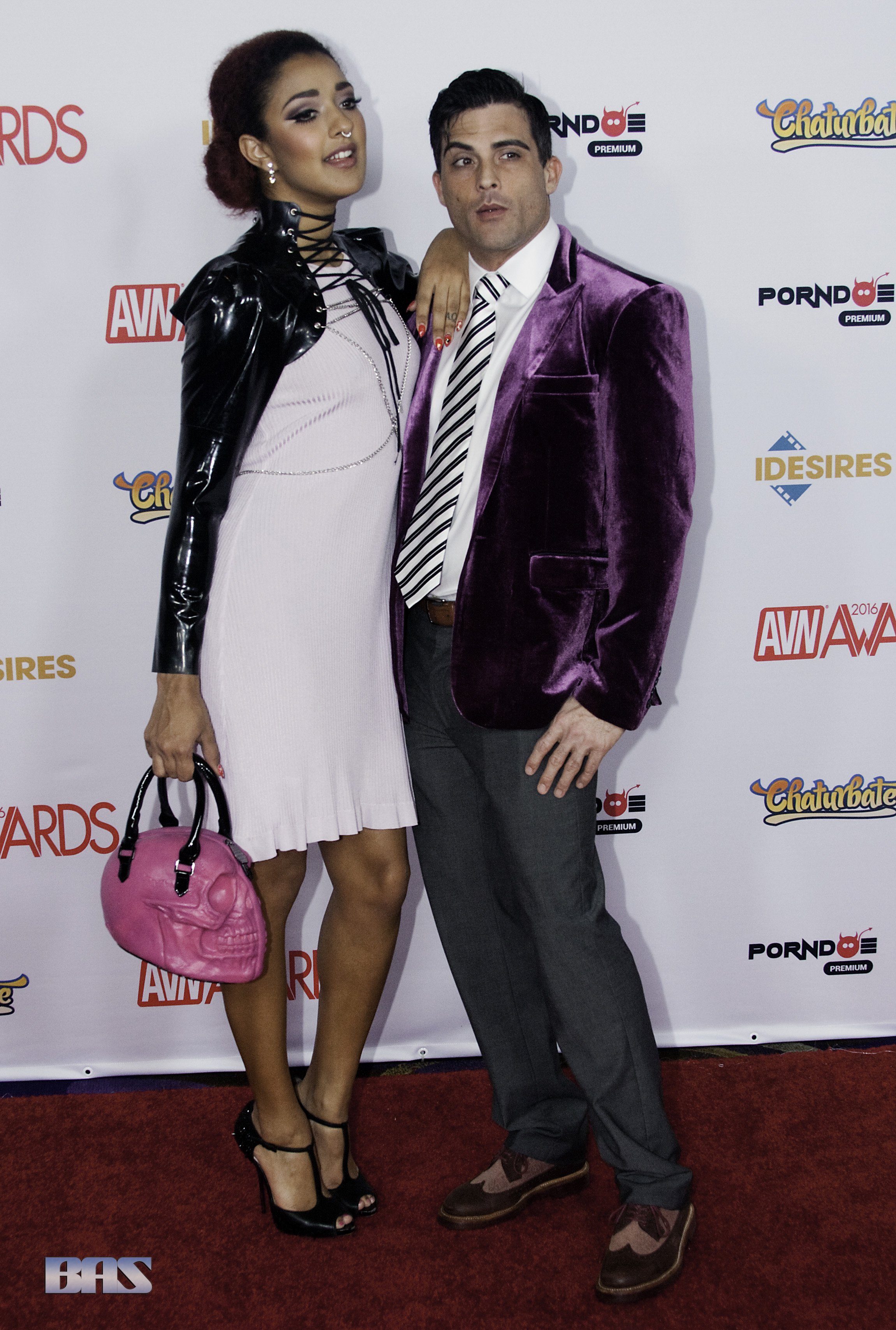
Daisy Ducati och Hart vid 2016 års AVN-prisgala. Under slutet av årtiondet har Hart fått motta ett antal branschpriser.

Hart har under årens lopp nominerats till ett antal olika branschpriser. Detta har ofta haft koppling till fetisch- eller queer-relaterat material.
2018 vann hen vid Fetish Awards-galan priserna för Favorite Male Fetish Performer och Favorite Male Fetish Webcam Performer. Året efter mottog hen priset för Male Performer of the Year hos Altporn Awards, Best Transsexual Sex Scene vid den stora AVN-galan, för Best Bi Sex Scene hos Gayvn och Best Male Clip Artist vid Xbiz Cam Awards. 2020 mottog hen AVN-priserna för Best Transgender Group Sex Scene och Niche Performer of the Year.

## Privatliv
Hart är sedan 2019 gift med branschkollegan Charlotte Sartre (hon specialiserar sig på BDSM-relaterade produktioner), efter att de en längre tid varit förlovade. Paret bor i Las Vegas, där de båda även driver företag med koppling till den pornografiska branschen. För de två har det varit en fördel att bägge är verksamma i branschen, eftersom de arbetar med att ha sex med personer utanför äktenskapet. Som entreprenörer försöker de ha distans till sina respektive verksamheter och samarbetar professionellt endast en bråkdel del av tiden.
Sartre har även uttalat sig öppet om sina säsongsmässiga perioder som prostituerad på någon av Las Vegas-regionens reglementerade bordeller. Hart kompletterar å sin sida skådespelandet med produktion av egna videor inom olika fetischsegment.
Harts yrkesval ledde till flera års nedfrysning av relationerna till föräldrarna. De har dock senare börjat umgås igen, och enligt uppgift är föräldrarna även accepterande angående Harts transitionering.